# Phước Hiệp (phường)
Phước Hiệp là một phường thuộc thành phố Bà Rịa, tỉnh Bà Rịa – Vũng Tàu, Việt Nam.

## Địa lý
Phường Phước Hiệp nằm ở trung tâm thành phố Bà Rịa, có vị trí địa lý:
- Phía đông giáp các phường Phước Nguyên và Phước Trung
- Phía tây và phía nam giáp phường Long Hương
- Phía bắc giáp phường Phước Hưng.

Phường có diện tích 0,96 km², dân số năm 2005 là 10.056 người, mật độ dân số đạt 10.438 người/km².

## Tên gọi
Tên gọi của phường bắt nguồn từ ấp Phước Hiệp, một trong hai ấp ở khu trung tâm xã Phước Lễ, tỉnh lỵ tỉnh Bà Rịa và tỉnh Phước Tuy sau này.

## Lịch sử
Lịch sử hình thành phường Phước Hiệp gắn liền với quá trình hình thành và phát triển thành phố Bà Rịa ngày nay.
Vào các thế kỷ 1 đến thế kỷ 16, khu vực phường thuộc vương quốc cổ Phù Nam, sau bị sáp nhập vào Thủy Chân Lạp.
Từ thế kỷ 17, lưu dân Việt từ các xứ Thuận-Quảng ở miền Trung đã vào vùng Mô Xoài (Bà Rịa Vũng Tàu ngày nay) khai khẩn đất hoang, lập thôn làng sinh sống. Trong các thôn làng ấy có làng Phước Lễ ở phía đông sông Dinh. Năm 1808, khu vực này nằm trong tổng Phước An. Đến năm 1837, triều đình cải thành huyện Phước An, thuộc phủ Phước Tuy. Phủ lỵ phủ này đặt tại làng Phước Lễ.
Từ khi có dinh phủ, Phước Lễ trở thành trung tâm hành chính đông đúc. Chợ Phước Lễ được quen gọi là chợ Dinh. Sông Xoài cũng được gọi là sông Dinh.
Sau khi chiếm được Nam Kỳ, thực dân Pháp phát triển xã Phước Lễ thành lỵ sở hạt Bà Rịa, sau là tỉnh Bà Rịa. Thực dân Pháp cho xây dựng các công sở ở khu vực này, bao gồm Dinh Tỉnh trưởng, Dinh phó tỉnh trưởng, và trụ sở các ty, ban ngành trong bộ máy chính quyền thực dân. Nhằm cung cấp nước phục vụ sinh hoạt, họ cho dựng Tháp nước (Chateau d'Eau) tại quảng trường phía trước Chợ Bà Rịa (tức Chợ Dinh).

### Ngày thống nhất
Sau ngày thống nhất, khu vực trung tâm phường Phước Hiệp nằm trong xã Phước Lễ, huyện Châu Thành, tỉnh Đồng Nai. Sau đó, năm 1982, thị trấn Bà Rịa được thành lập trên cơ sở xã Phước Lễ.
Ngày 2 tháng 6 năm 1994, chính phủ quyết định giải thể thị trấn Bà Rịa để thành lập thị xã Bà Rịa. Đồng thời chia địa giới thị trấn Bà Rịa cũ thành 5 phường: Phước Hưng, Phước Hiệp, Phước Nguyên, Long Toàn và Phước Trung. Phường Phước Hiệp khi ấy có địa bàn bao trùm 2 thôn Phước Hiệp và Phước Liên của thị trấn cũ. Khi mới thành lập, phường có 35 ha diện tích tự nhiên và 7.086 người.
Ngày 27 tháng 6 năm 2005, Chính phủ ban hành Nghị định 83/2005/NĐ-CP. Theo đó:
- Điều chỉnh 59,77 ha diện tích tự nhiên và 4.007 người của phường Phước Hưng về phường Phước Hiệp quản lý
- Điều chỉnh 1,66 ha diện tích tự nhiên và 237 người của phường Phước Nguyên về phường Phước Hiệp quản lý
- Điều chỉnh 0,94 ha diện tích tự nhiên và 102 người của phường Phước Trung về phường Phước Hiệp quản lý
- Điều chỉnh 0,54 ha diện tích tự nhiên và 92 người của phường Phước Hiệp về phường Phước Trung quản lý.

Sau khi điều chỉnh địa giới hành chính, phường Phước Hiệp có 96,34 ha diện tích tự nhiên và 10.056 người.

## Hành chính
Phường Phước Hiệp hiện nay được chia thành 4 khu phố, đánh số từ 3 đến 6, và 29 tổ dân cư.

## Xã hội
Trên địa bàn phường có khoảng 88% dân tộc Kinh, 8% dân tộc Hoa và 4% các dân tộc khác như Khmer, Tày, Châu ro.
Toàn phường có khoảng 32% hộ dân theo đạo Thiên Chúa, 36% hộ theo đạo Phật, 30% hộ thờ cúng ông bà và 2% hộ dân theo đạo Cao Đài và Tin Lành.
Về cơ sở tôn giáo có: Nhà thờ Chánh tòa Bà Rịa, Tu viện thành Paolo, Chùa Phước Thạnh, Chùa Hưng Lễ Tự và Miếu Bà Thiên Hậu (của người Hoa).
Số dân năm 2005 là 10.056 người.